# Municipio de Eagle (Misuri)
El municipio de Eagle (en inglés: Eagle Township) es un municipio ubicado en el condado de Macon en el estado estadounidense de Misuri. En el año 2010 tenía una población de 460 habitantes y una densidad poblacional de 4,93 personas por km².

## Geografía
El municipio de Eagle se encuentra ubicado en las coordenadas 39°49′56″N 92°28′4″O / 39.83222, -92.46778. Según la Oficina del Censo de los Estados Unidos, el municipio tiene una superficie total de 93.38 km², de la cual 89,69 km² corresponden a tierra firme y (3,95 %) 3,69 km² es agua.

## Demografía
Según el censo de 2010, había 460 personas residiendo en el municipio de Eagle. La densidad de población era de 4,93 hab./km². De los 460 habitantes, el municipio de Eagle estaba compuesto por el 97,61 % blancos, el 0,22 % eran afroamericanos, el 0,22 % eran amerindios, el 1,52 % eran asiáticos y el 0,43 % eran de una mezcla de razas. Del total de la población el 0,87 % eran hispanos o latinos de cualquier raza.